# Râul Șchiopeni
Râul Șchiopeni este un curs de apă, afluent al râului Hârboca. 